# أوسكار كانتو
أوسكار كانتو (بالإنجليزية: Oscar Cantú) (من مواليد 5 ديسمبر 1966) هو من أساقفة الكنيسة الكاثوليكية المولودة في الولايات المتحدة والذي يعد ثالث أسقف كاثوليكي في سان خوسيه . كان أسقف لاس كروسيس، نيو مكسيكو، من 2013 إلى 2018 وقبل أن أسقف مساعد من سان أنطونيو، تكساس، ابتداء من عام 2008. عندما أصبح أسقفًا في عام 2008 ، كان أصغر أسقف في الولايات المتحدة. يجيد اللغة الإنجليزية والإسبانية والإيطالية والفرنسية.

## السنوات المبكرة
ولد أوسكار كانتو في 5 ديسمبر 1966 ، في هيوستن، تكساس، ابن راميرو وماريا دي خيسوس كانتو، من سكان البلدات الصغيرة بالقرب من مونتيري، المكسيك. هو الخامس من ثمانية أطفال.
التحق بمدرسة هولي نيم الكاثوليكية ومدرسة سانت توماس الثانوية في هيوستن وتخرج من جامعة دالاس . حصل على درجة الماجستير في اللاهوت وماجستير في الدراسات اللاهوتية من جامعة سانت توماس في هيوستن. التحق بالجامعة البابوية الغريغورية في روما من عام 1998 إلى عام 2002 ، وحصل على شهادة في اللاهوت المقدس وعلم اللاهوت العقائدي.
تم تعيين Cant ord كاهن أبرشية هيوستن في 21 مايو 1994.

## كهنوت
قضى Cantú حياته المهنية في وقت مبكر ككاهن يعمل في الرعايا في جميع أنحاء منطقة هيوستن الحضرية. كانت مهمته الأولى هي التنسيق في أبرشية سانت كريستوفر. قام بالتدريس في جامعة سانت توماس وفي مدرسة سانت ماري، وعمل راعيًا لأبرشية الاسم المقدس.
شارك Cantú في عدد من الوزارات والحركات في هيوستن. شارك في حركة العائلة المسيحية، وأجرى اجتماعات مع شباب حركة CFM في أبرشية غالفيستون - هيوستن، وعمل مع وزارة المواجهة المهتمة. شارك أيضًا في منظمة متروبوليتان (TMO) ، التي تتناول الإسكان العادل والهجرة والتعليم.

## المواعيد الأسقفية
عين البابا بنديكتوس السادس عشر أسقفًا كانطيا لداردانوس وأسقفًا إضافيًا لسان أنطونيو في عام 2008.   تم تكريسه لأسقف في 2 يونيو 2008 ، من قبل رئيس الأساقفة خوسيه هوراشيو جوميز . في ذلك الوقت، كان أصغر أسقف في الولايات المتحدة. واختار شعاره الأسقفي Zelus domus tuae comedit لي (الحماس لمنزل الرب يستهلكني ). في 10 كانون الثاني (يناير) 2013 ، حصل Cantú على لقب الأسقف الثاني لأبرشية لاس كروسيس، نيو مكسيكو. تم تثبيته هناك في 28 فبراير 2013. في ذلك الوقت كان أصغر أسقف يرأس أبرشية في الولايات المتحدة.
عينه البابا فرانسيس أسقفًا سان خوسيه، كاليفورنيا، في 11 يوليو 2018. تم تثبيته في 28 سبتمبر 2018. اعتبارًا من الأول من يوليو 2019 ، سيشغل الأسقف أوسكار الأسقف باتريك ماكغراث.
وقد عمل في العديد من لجان مؤتمر الولايات المتحدة للأساقفة الكاثوليك (USCCB). ترأس لجنته حول العدالة الدولية والسلام من 2015 إلى 2017. في هذا الدور، زار الكنائس في بعض المناطق الأكثر اضطراباً في الشرق الأوسط وأفريقيا وأمريكا اللاتينية وآسيا لتمثيل الأساقفة الأمريكيين في إظهار التضامن مع الكنائس المحلية مثل كنائس جنوب السودان وجمهورية الكونغو الديمقراطية تحت الإكراه الكبير. زار مرتين العراق وكوبا. في الشرق الأوسط، زار الكنائس في غزة والقدس وإسرائيل والضفة الغربية، دافعًا عن حل الدولتين، وهو الموقف القديم للكنيسة. وتحدث في الأمم المتحدة وفي لندن دفاعًا عن تعاليم الكنيسة في معارضة انتشار الأسلحة النووية. ودعا إلى الحرية الدينية في الشرق الأوسط وإندونيسيا وماليزيا والهند. [بحاجة لمصدر]
زار اليابان في عام 2015 لحضور الاحتفالات بالذكرى السبعين للقصف الذري لناغازاكي وهيروشيما. كان أحد المندوبين اللذين اختارهما مؤتمر الأساقفة لتمثيل USCCB في زيارة البابا فرانسيس للمكسيك في فبراير 2016.

## روابط خارجية
- أبرشية الروم الكاثوليك في سان خوسيه الموقع الرسمي
- أبرشية الروم الكاثوليك في لاس كروسيس الموقع الرسمي
- الكاثوليكي التسلسل الهرمي
- أبرشية سان أنطونيو

## الخلافة الأسقفية
| ألقاب الكنيسة الكاثوليكية                | ألقاب الكنيسة الكاثوليكية                 | ألقاب الكنيسة الكاثوليكية              |
| ---------------------------------------- | ----------------------------------------- | -------------------------------------- |
| يتقدم بواسطة </br> باتريك جوزيف ماكغراث  | المطران أسقف سان خوسيه </br> 2018-الحاضر  | نجح بواسطة </br> مايجب في الوضع الراهن |
| يتقدم بواسطة </br> ريكاردو راميريز ، CSB | أسقف لاس كروسيس ‏ </br> 2013-2018          | نجح بواسطة </br> سيدي فاكانتي          |
| يتقدم بواسطة </br> توماس فلاناغان        | أسقف سان أنطونيو المساعد ‏ </br> 2008-2013 | نجح بواسطة </br> مايكل جوزيف بوليت ‏    |